# Société d'encouragement pour l'industrie nationale
Pour les articles homonymes, voir Société d'encouragement.

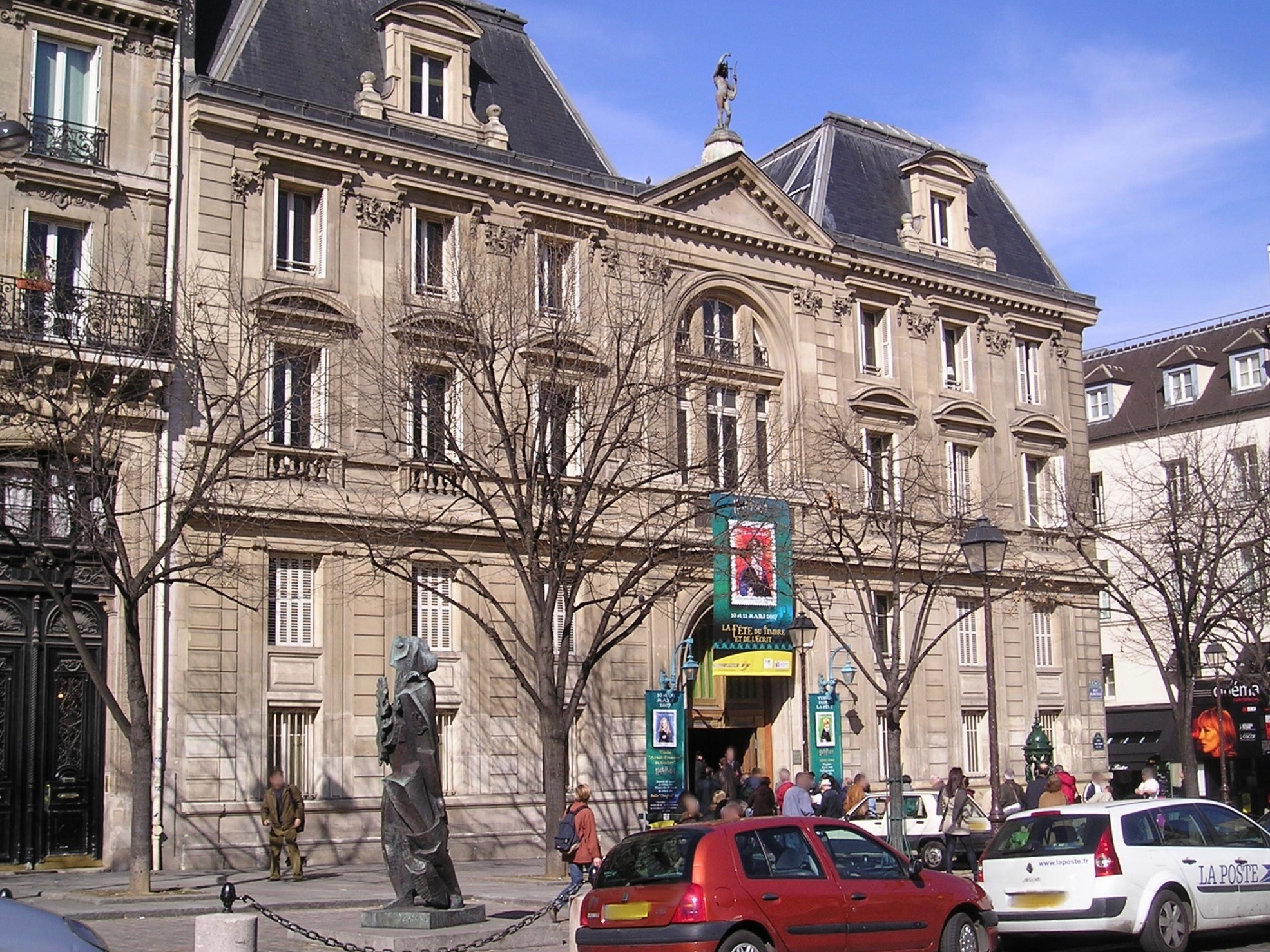
Hôtel de l'Industrie, 4 place Saint-Germain-des-Prés, Paris

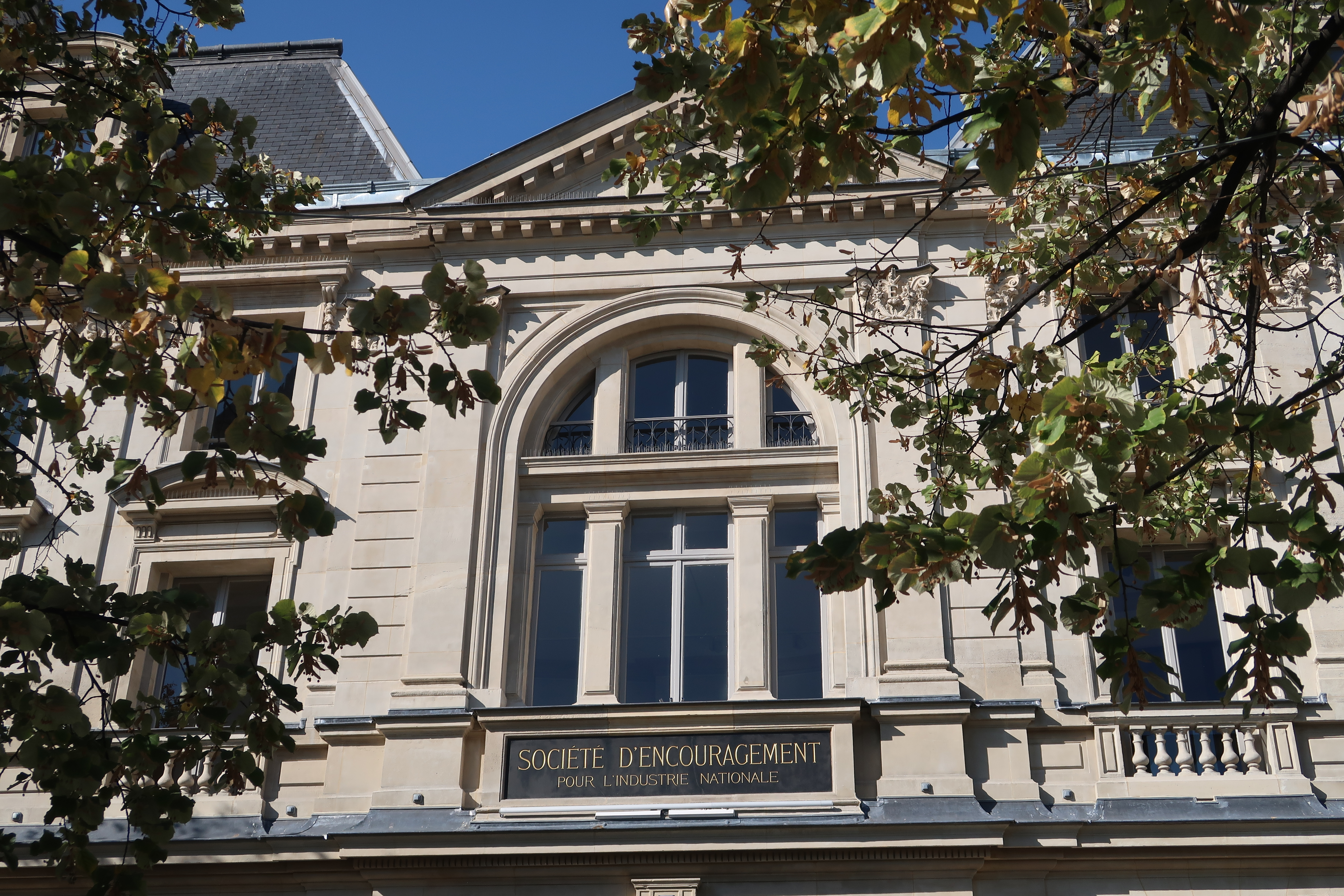
Détail de la façade.

La Société d'encouragement pour l'industrie nationale est une association française fondée en 1801 reconnue d'utilité publique, dont le but initial était de favoriser l'engagement de la France dans la révolution industrielle en relevant le défi britannique, de manière à favoriser toute forme de création au service de l'intérêt national. Cette société est toujours en activité de nos jours et poursuit désormais son travail de soutien au service de l'industrie et de l'innovation technologique française.

## Une création de la période consulaire
La société d’encouragement pour l’industrie nationale est fondée le 9 brumaire an X (31 octobre 1801) à Paris,,, à l'initiative d'un groupe de savants, parmi lesquels Berthollet et Vauquelin, de hauts fonctionnaires comme Joseph-Marie de Gérando ou Louis Costaz, d’experts techniques comme Étienne de Montgolfier, d’hommes d’affaires tels que Benjamin Delessert, Perregaux ou Antoine-Scipion Perier, « d’esprits éclairés » comme Charles Philibert de Lasteyrie, sous la présidence du chimiste et industriel Chaptal, alors ministre de l’Intérieur de Bonaparte, et avec le concours de nombreuses autres personnalités de l'époque, appartenant aux élites parisiennes. Comme l'indique, dans son discours inaugural, Joseph-Marie de Gérando, qui devient le secrétaire de la nouvelle institution, sa mission est d'encourager l’industrie dans son développement, de promouvoir les innovations et les talents et de favoriser leur émulation.
La nouvelle société apparaît dans une période de réorganisation d'un pays marqué par près d'une décennie de bouleversements, d'instabilité et de conflits. Le régime consulaire imposé par Bonaparte deux ans plus tôt, et qui entend créer, sur le plan politique, un régime stable et fort, doté d'un cadre juridique solide, veut également redresser la situation économique, pour mieux garantir la paix civile. Chaptal, savant, industriel, devenu ministre de l'Intérieur de Bonaparte, est un personnage-clé de cette réorganisation en particulier dans le domaine économique qui entre dans les attributions de son ministère : ce n'est pas par hasard si la nouvelle institution est animée notamment par des proches du ministre, tels Gérando ou Louis Costaz.
La nouvelle société s'inscrit en effet dans l'héritage de l'Encyclopédie et des sociétés d'émulation apparues en nombre au temps des Lumières, tout en tenant compte des options libérales dans le domaine économique ainsi que de la reconnaissance de l’initiative individuelle affirmées depuis l'Assemblée constituante à partir de 1789. Dans le contexte d'une rivalité alors pacifique avec l'Angleterre, elle souhaite parallèlement entreprendre l’examen des grandes questions techniques, selon une démarche analogue à celle de la Society for the Encouragement of Arts, Commerce and Manufactures, fondée en 1754 à Londres, et jugée par certains observateurs, tels Lasteyrie, comme une des clés des succès économiques de ce dernier pays.
Dès ses premiers mois d'existence, la société connaît un bon accueil, recueillant plusieurs centaines d'adhésions à travers toute la France, succès auquel l'action des préfets, dûment incités à adhérer eux-mêmes et à recruter des adhérents parmi leurs administrés n'est pas étranger. Parmi les tout premiers sociétaires figurent de nombreuses personnalités du monde scientifique et technique : les principaux animateurs du Conservatoire national des Arts et Métiers, Nicolas Conté ou Claude Molard, côtoient des membres de l'Institut comme Fourcroy ou Monge ; des industriels innovateurs comme Ternaux côtoient des agronomes comme Parmentier et Vilmorin ; on y rencontre également encore les directeurs des grandes écoles du temps, Guyton-Morveau pour l'école Polytechnique et Prony pour l'école des Ponts-et-Chaussées, sans compter de nombreuses personnalités politiques ou intellectuelles comme Benjamin Constant ou Cabanis,.

## Une société élitiste et diversifiée
Après l'élan initial, les effectifs, tout en connaissant des variations sensibles selon les époques, forte poussée sous la Restauration, stagnation sous la monarchie de Juillet, oscillations marquées sous le Second Empire et aux débuts de la IIIe République, puis accroissement régulier et marqué jusqu'aux années 1930, ne compte finalement, jusqu'à la Seconde Guerre mondiale, que quelques centaines de membres, un millier au maximum ; ils sont recrutés par cooptation, en majorité à Paris, dans les milieux scientifiques et universitaires, comme Louis Pasteur, chez les chefs d’entreprise et les ingénieurs comme Breguet ou André Michelin, dans la haute administration et, parfois, dans les milieux parlementaires, comme Léon Say ou Albert Lebrun ; on y trouve également souvent dans les débuts, des artistes comme Léonor Mérimée, directeur de l'école des Beaux-Arts, et des amateurs, esprits «éclairés» au sens des Lumières.
Son organisme essentiel est le conseil d'administration, fort d'une trentaine de membres au moment de la fondation, et qui en compte plus d'une centaine au début du XXe siècle. Il est, dès le début, divisé en comités spécialisés, chargés d'évaluer les innovations qui lui sont soumises ; elle en compte cinq à la fondation : agriculture, arts économiques - « arts » signifiant techniques au sens de l’Encyclopédie et « économiques » signifiant produits et équipements destinés à l’équipement individuel et collectif -, chimie, commerce et mécanique. Un sixième est ajouté en 1876, le comité de construction et beaux-arts.Suivi en 1947 de la création d'un comité de physique, et en 1996 d'un comité sur la communication et la formation. Une approche transversale prévaut cependant dans l’examen de nombreuses questions, qui refléte la diversité des origines et des préoccupations des dirigeants.

## La plus notoire des sociétés industrielles et techniques françaises, reconnue par l’État
Le rayonnement de la société en fait bientôt un modèle : en France, dès les débuts de la Restauration, se sont créées des sociétés industrielles en province, la première et la plus notoire étant celle de Mulhouse en 1825. Elle a aussi contribué à créer et même à héberger des sociétés scientifiques naissantes comme celles de chimie ou de physique.
La société devient la première association reconnue d'utilité publique en 1824.
Son audience dépasse les frontières nationales, puisque des sociétés se créent sur son modèle dans les pays voisins, à Milan, en Prusse, au Portugal ou en Belgique. Elle tisse avec ses homologues un réseau de relations, notamment lors des expositions universelles, qui lui permettent de prendre, à partir des années 1890, la tête d’un mouvement international en faveur de la normalisation. Elle joue par exemple, un rôle moteur dans l’unification des filetages, au début du XXe siècle.
Tout en affirmant à de multiples reprises son indépendance à l'égard de l'État, la société, comme on l'a vu pour la période de fondation reste toujours en relation étroite avec le pouvoir. Elle compte souvent dans ses rangs des hauts fonctionnaires investis d'un rôle d'autorité : les préfets de la Seine, Frochot sous le Consulat, ou Chabrol sous la Restauration. Il lui faut aussi tenir compte des changements de régime, et, au minimum, composer avec des autorités qui ne lui sont pas toujours a priori favorables : le problème se pose à deux reprises sous la Restauration. Ceci implique la mise en avant au sein du Conseil, durant les périodes difficiles, de ceux qui, parmi les dirigeants, semblent les plus aptes à maintenir le contact. Même si la société a toujours eu le souci d'affirmer toujours son caractère de société libre, au sens de la liberté de jugement, elle est contrainte à cette souplesse par le support matériel non négligeable que lui apportent les autorités publiques. Elle bénéficie à partir de sa fondation et jusqu'aux débuts de la IIIe République, des souscriptions du ministère chargé de l'économie, d'abord l'Intérieur, plus tard les Travaux publics et l'Agriculture. Ces souscriptions facilitent en outre la diffusion du bulletin, déposé en contrepartie dans les principales bibliothèques publiques, tant à Paris que dans les départements. La société bénéficie également, pendant un temps, dans les années 1860-1870, d'une souscription de la Ville de Paris. Elle reçoit aussi des souscriptions des familles régnantes, jusqu'à la fin du Second Empire.
Ces souscriptions peuvent être ponctuellement renforcées par des donations exceptionnelles, sous la forme de subventions pour des concours ou pour le développement sous sa supervision d'activités nouvelles.
En échange, la société, en raison de la renommée de ses dirigeants, et de la qualité de son travail, bénéficie d'un rôle para-officiel d’expertise sur les questions techniques ; on le voit par la place réservée aux dirigeants de la société par les pouvoirs publics, dans l'organisation des grandes expositions nationales à partir de 1801, puis universelles à partir de 1851, en particulier dans la composition des jurys. On peut également recourir à elle, au même titre que l'Académie des Sciences, pour juger de la validité de procédés nouveaux.
Dans cette relation complexe, une étape marquante est la reconnaissance d’utilité publique de la société par Louis XVIII, en 1824 ; elle est la première association civile à bénéficier de ce statut et fait référence ensuite pour de multiples sociétés savantes ou d'intérêt général. L'enjeu de cette reconnaissance, en fait une approbation des statuts par le pouvoir, n'est pas uniquement de conférer une notoriété supplémentaire à la société ; elle est aussi autorisée à recevoir de nombreux dons et legs, dont certains d'un montant élevé, qui lui permettent de constituer un capital important ; ce capital, en retour, est employé à doter certains prix ou médailles, mais aussi à financer les publications comme à mener une politique immobilière ambitieuse dans la seconde moitié du XIXe siècle.

## Un encouragement à l’innovation ample, constant et multiforme

### Récompenser
La société d’encouragement, suivant en cela l’exemple de son aînée, la Society of Arts, et de l’ancienne Académie royale des sciences, lance très rapidement des concours, dotés de récompenses en espèces ou encore de médailles ; ces concours pluriannuels, portent sur la fabrication de produits ou de procédés nouveaux, et sont assortis de conditions strictes de réalisation. Elle décide également, à partir de 1816, de récompenser des innovations importantes mais déjà mises en application. Dans la seconde moitié du XIXe siècle, sous l’influence du président Jean-Baptiste Dumas, qui parle volontiers d’« Académie des Sciences industrielles », elle décerne surtout des grandes médailles à des savants français ou étrangers ou à des auteurs de travaux décisifs dans le domaine des sciences appliquées.
Pour mener son action, elle dispose de moyens financiers importants, grâce à une gestion rigoureuse et à une politique suivie de capitalisation, en particulier des donations facilitées par son statut d’utilité publique ; on évalue en 1923 à plus de 2 millions de F-or le montant cumulé des récompenses qu’elle a distribuées depuis sa fondation.

### Informer et former
La société entend diffuser le plus largement possible l’information sur les produits ou les procédés nouveaux : son bulletin, créé en 1802 et diffusé à l’échelle française et internationale, prend de plus en plus d’ampleur, pour atteindre près de 2000 pages annuelles à la fin du XIXe siècle ; elle organise aussi, à partir des années 1870, des conférences sur des sujets novateurs : par exemple, le phonographe de Thomas Edison ou le cinématographe des frères Lumière pour sa « première » publique, le 22 mars 1895. Elle développe également, à la fin du XIXe siècle, une fonction de centre de documentation dans le cadre de sa bibliothèque, ainsi que la publication de bibliographies en chimie et en mécanique. Après avoir organisé dans la première moitié du XIXe siècle des expositions annuelles des objets et des produits qu'elle a récompensés, elle accueille ultérieurement des expositions destinées à attirer l’attention du public sur des filières ou des produits nouveaux, comme les machines à calculer ou les applications de l'aluminium et matières plastiques, dans les années 1930. Ce souci d’informer l’amène à prendre position en faveur de la publication des brevets, tout en étant respectueuse de la propriété industrielle, intervenant en particulier dans les débats parlementaires, comme celui de 1844, à ce sujet.
Elle a affirmé, dans son programme fondateur, vouloir « diffuser les lumières de l’instruction » : cela se traduit par un encouragement précoce à la formation professionnelle ; elle accorde des bourses, dès les premières décennies du XIXe siècle, pour les écoles vétérinaires, les écoles d’arts et métiers, et, plus tard, pour l’École centrale des arts et manufactures naissante ; elle participe à la fondation, dès 1819, de la première école parisienne de commerce, devenue plus tard l'ESCP, et, dans les années 1870, elle soutient les efforts de Jules Siegfried en faveur de l'enseignement commercial ; elle aide, notamment à Paris, au développement de l’enseignement du dessin, considéré comme une des clés de la qualification des ouvriers ; elle se penche également sur la formation des aveugles ; elle s’intéresse enfin, dès les années 1860, à l’apprentissage, et aux textes qui l’organisent, par l’intermédiaire d’une société de protection des apprentis et des employés dans les manufactures qu’elle contribue à fonder et qu’elle héberge.

## Les enjeux de l’encouragement

### Engager le pays dans un processus d’industrialisation
À la création de la société, il faut tout à la fois relancer des activités encore peu nombreuses et surtout perturbées par les événements politiques, et faire face aux défis de l’avance technique et industrielle prise par la Grande-Bretagne. La société encourage, avant 1815, la mise au point de produits de substitution, comme le sucre de betterave - à travers les initiatives de Benjamin Delessert - et de nouveaux produits chimiques . Mais elle favorise aussi, durant les premières décennies du XIXe siècle et principalement à partir de la Restauration, le transfert des technologies anglaises plus avancées et plus efficaces : cela se marque notamment dans le textile – la filature et le tissage mécanisés avec Guillaume Louis Ternaux ou Schlumberger ; on le voit également dans la métallurgie – la fabrication des aciers, la fabrication du fer blanc, les forges à l’anglaise de Dufaud, les fils de fer ou l'outillage en acier des frères Peugeot -; la société encourage également la construction de machines à vapeur - elle récompense la création des ateliers de fabrication des machines à vapeur perfectionnées d'Aitken, Steel et Edwards.

### Encourager le développement d’une innovation française originale
La société incite les producteurs français à améliorer ces techniques importées et à diversifier leur champ d’application, en fonction des spécificités de la production nationale : dans le textile, par exemple, elle soutient l’effort d’innovation d’un Philippe de Girard dans le domaine du lin, ou d’un Jacquard dans celui de la soie ; son comité des arts économiques se préoccupe particulièrement, et avec beaucoup de constance, d'aider l’innovation dans le domaine de l’équipement domestique ou personnel. Lampes, appareils de chauffage économiques, faïences et porcelaines, ornements de maison - moulures, sculptures -, tapis, tissus d'ameublement sont ainsi l’objet de son attention ; les chaussures de Godillot, les chapeaux de Gibus, les montres et les bijoux, les pianos de Pleyel sont d’autres exemples de cette diversification de ses pôles d’intérêt.
Elle soutient, au début du XXe siècle, l'émergence de quelques secteurs d'innovation français de cette période, comme l’industrie du cinéma avec Léon Gaumont, et l'industrie aéronautique. Paul Renard anime régulièrement des conférences sur les questions d’aérodynamique ou de développement des moteurs, susceptibles de servir de base aux efforts des industriels.

### Accompagner l'essor des travaux publics et du génie civil
À partir du Second Empire, la société suit avec attention l’essor des grands travaux, et l’organisation technique nouvelle – l’ingénierie – qu’ils demandent ; elle distingue des entrepreneurs comme De Lesseps, Eiffel ou Hersent ; elle s’intéresse également aux innovations techniques auxquels ils font appel, comme l’éclairage des chantiers et des infrastructures, le balisage lumineux des côtes par exemple, à la suite des travaux de Fresnel, les ciments hydrauliques, à la suite des travaux de Vicat, l’usage de l’air comprimé ou de la dynamite dans les premières grandes percées alpines comme le tunnel du Fréjus, à la suite des innovations de Sommelier. Au début du XXe siècle, elle récompense les innovations de Freycinet dans le domaine du béton armé.

## La permanence de thèmes fondateurs
Dans son discours de fondation, de Gérando fait reposer la nouvelle institution sur un certain nombre de principes fondateurs; ces principes, loin d'être théoriques, restent des axes de l'action de la société.

### L’alliance entre la science et la technique
Le premier des principes énoncés par de Gérando est « d'éclairer les artistes… en les mettant en rapport… avec les savants ». Cette idée, dans la droite ligne des Lumières, devient une ligne directrice de l’action de la société : elle s'efforce constamment de faciliter l’application industrielle des avancées scientifiques.
C’est dans le domaine de la chimie que cette démarche est la plus manifeste, avec la mise en œuvre des procédés de Leblanc sur la soude artificielle, celle des travaux de Chevreul sur les corps gras, ou celle des recherches françaises et étrangères sur le sucre de betterave ; elle récompense les efforts de Guimet pour la mise au point et l’industrialisation de l’outremer, comme ceux de Charles Tellier pour jeter les bases d’une véritable industrie du froid ; dans la photographie, elle soutient l'innovation dans le domaine des plaques sensibles puis la mise au point des pellicules par les frères Lumière ; à la veille de la Seconde Guerre mondiale, enfin, elle s’intéresse aux processus de fabrication des carburants de synthèse.
Elle ne néglige pas non plus d’autres domaines comme la biochimie, où elle mobilise des savants comme Pasteur ou Duclaux aux côtés des agronomes dans son programme de recherches sur les maladies de la vigne, dans les années 1860- 1880. Dans le domaine de la métallurgie, enfin, le soutien accordé, sous le Second Empire, aux travaux de Sainte-Claire Deville est la clé du lancement d’une industrie de l’aluminium, récompensée avec Paul Héroult.
Cette alliance se marque dans des domaines moins centraux, et pourtant importants, comme les industries céramiques, avec, par exemple, le rôle de laboratoire joué par la manufacture de Sèvres, dont de nombreux dirigeants, à commencer par Alexandre Brongniart, et ingénieurs sont membres de la société.
L’importance de la démarche scientifique peut être mise en évidence par le recours précoce aux expérimentations en laboratoire pour valider les procédés et les produits, notamment dans le domaine de la chimie - les rapporteurs chargés d'examiner les produits ou procédés chimiques nouveaux, dans les premières décennies du XIXe siècle, ont recours aux laboratoires de la Monnaie ou de l'École polytechnique ; à la fin du XIXe siècle, elle est l’initiatrice d’une formule nouvelle, celle des contrats de recherche scientifique dans différentes branches : un de ces contrats sur les aciers spéciaux, placé sous la responsabilité d’Henry Le Chatelier, est attribué à la jeune Maria Skłodowska, la future Madame Curie.
Cette expertise est mise également au service du domaine de la musique, où le physicien Lissajous, dès le Second Empire, s’attache à la définition d’un diapason normal, à valeur internationale; il est vrai que l’intérêt pour les questions d’analyse du son avait alors amené la société à soutenir le phonautographe de Scott, l’ancêtre du phonographe d’Edison.

### Le regard sur les questions d’utilité sociale
Certains des fondateurs, comme Benjamin Delessert, de Gérando ou Lasteyrie, appartiennent au groupe des philanthropes, ces notables soucieux d’améliorer le sort de tous par des réalisations concrètes dans la lignée des Lumières.
Outre le soutien, y compris matériel, apporté aux institutions créées par ces philanthropes, telles la Société pour l'instruction élémentaire ou les caisses d'épargne, ce désir d’utilité sociale explique aussi certains traits durables de l'action de la société : on la voit aborder les questions concrètes de l’équipement des collectivités, écoles, hôpitaux, hospices et prisons durant tout le XIXe ; on la voit également s’impliquer dans les questions plus globales de la sécurité : la lutte contre l’incendie, y compris par les techniques de chauffage collectif ; la sécurité industrielle - explosions ou accidents de machines. Le concours sur les moyens de sûreté des machines à vapeur est un bon exemple. On la voit aussi promouvoir la salubrité des villes : l’assainissement, les adductions d’eau ; des personnalités comme le préfet Chabrol sous la Restauration, Dumas, conseiller écouté d’Haussmann, ou encore Émile Cheysson sous la Troisième République sont des acteurs importants sur ces sujets.
Au nom du même impératif hygiéniste, elle encourage l’introduction de techniques moins nocives dans les activités industrielles -lutte contre les pollutions des industries insalubres, par exemple dans le tannage ou la boyauderie -, ou substitution de techniques moins polluantes - par exemple l'élimination du plomb dans la fabrication du blanc, ou celle du mercure dans certaines activités.
Dans la seconde moitié du XIXe siècle, ses interventions reflètent l’importance qu’elle attache au développement des réseaux d’usage collectif, celui de gaz et d’éclairage public, l’usage de la traction électrique dans les réseaux de transport à la fin du XIXe siècle, et enfin, dans l’entre-deux-guerres, les débuts parisiens du chauffage urbain, sans parler du réseau d'horloges actionnées par l’air comprimé.
En revanche, la société, même si elle accueille durant les années de la Restauration le comte de Saint-Simon, s'en tient sur les questions sociales à un point de vue paternaliste, d'abord basé sur la nécessité des œuvres charitables telle que les promeut de Gérando et ses amis philanthropes. À partir de la monarchie de Juillet, devant l'ampleur croissante des mouvements revendicatifs, la société se préoccupe davantage de la formation des ouvriers et de la valorisation d'une élite ouvrière, comme en témoigne l'organisation de concours pour récompenser les contremaîtres les plus actifs dans le développement de leurs entreprises. À partir du milieu du XIXe siècle, sous l'impulsion de Jean-Baptiste Dumas, et en relation avec la politique sociale de l'Empire libéral, la société patronne des œuvres sociales plus nombreuses, en particulier la création de la société de protection des apprentis et des enfants employés dans les manufactures. Mais elle encourage également à la même époque le mouvement d'association des patrons parisiens dans le comité central des chambres syndicales, rendu légalement possible par la loi de 1864, qui tolère désormais la formation de groupements professionnels.

### Répondre à des enjeux spécifiques
Tout en s’efforçant d’inciter au développement d’une production industrielle basée sur les grandes innovations technologiques, la société est néanmoins consciente des spécificités nationales ; elle ne néglige donc pas le secteur agricole. Son attention pour les questions énergétiques reflète la constance de cette préoccupation en France. Elle jette enfin un regard particulier sur les questions esthétiques.

#### L’importance de l’agriculture
Elle porte beaucoup d’intérêt aux techniques permettant de développer et de diversifier et de valoriser la production agricole, largement prépondérante dans l’économie française : elle s’attache aux questions de conservation, en reconnaissant très rapidement l’intérêt des procédés d’Appert et au développement des industries agro-alimentaires, la féculerie, la semoulerie, les levures ou la chocolaterie avec Pelletier puis Menier ; toutefois, c’est à la promotion du secteur de la sucrerie qu’elle s’applique le plus, tout au long du XIXe siècle.

#### Les préoccupations énergétiques
Une autre préoccupation, récurrente dans un pays peu pourvu en charbon, est celle de l’économie d’énergie, y compris et surtout dans les processus productifs : elle se penche sur la question des économies de charbon dans le chauffage industriel et les machines à vapeur, surtout dans la seconde moitié du XIXe siècle, en récompensant des ingénieurs comme Mallet, Giffard, ou Serpollet ; durant la même période, elle s’intéresse aux techniques de production et aux emplois des énergies secondaires, dont les réseaux se développent ; le gaz, qui l’amène à s’intéresser à l’aspect novateur des moteurs de Lenoir, l’électricité, qui la fait s’intéresser aux dynamos et à l’équipement des usines en moteurs et en transmissions électriques, l’air comprimé, dont elle fait usage dans son hôtel dans les années 1890. Un de ses axes d'encouragement après 1870 est la mise au point de moteurs destinés à la mécanisation des petits ateliers typiques de l'industrie parisienne.
Elle soutient également des alternatives énergétiques, par le perfectionnement des moteurs hydrauliques, illustrés par Fourneyron, Poncelet et Sagebien. Elle s'intéresse aux perspectives d'utilisation de l'énergie éolienne tout au long du XIXe siècle, notamment aux travaux visant à améliorer le rendement des dispositifs aériens.

#### L’intérêt pour lesarts industriels
La société, influencée initialement par la présence en son sein d’artistes comme Léonor Mérimée, peintre et secrétaire de l’école des beaux-arts, estime très vite que l’association d’une recherche esthétique et d’un processus de fabrication industriel peut être un des enjeux de l’innovation : cette promotion de « l’art industriel », se manifeste dans de nombreux domaines. Citons par exemple la galvanoplastie de Christofle, la fonderie d'art avec Barbedienne, ou le perfectionnement des industries céramiques, avec Brongniart, déjà cité. Cette association, aux yeux de la société, doit être aussi le moyen de développer une industrie basée sur la qualité et la valeur ajoutée de l'esthétique, et capable de diffuser dans le monde entier des produits basés sur la créativité et le goût français.
L’intérêt pour les arts industriels se retrouve aussi dans l’attention portée aux techniques de la reproduction graphique ou visuelle : la société encourage, dès les débuts de la Restauration, la diffusion en France de la lithographie, à l’initiative de Lasteyrie, et toutes ses évolutions ultérieures pendant près de 30 ans; elle encourage de la même façon, à partir des années 1830, la photographie par toute une série de concours sur les appareils, les supports, et, plus tard, les techniques de la photogravure et celles de la couleur ; la société accueille ensuite le cinéma avec les frères Lumière en 1895 et son industrialisation avec Léon Gaumont. Plus tard, à la veille de la Seconde Guerre mondiale, elle cherche à promouvoir les applications artistiques des matières plastiques.

## Les nouveaux défis du premier XXe siècle

### La place croissante des grandes questions d'organisation économique
La société aborde, au début du XXe siècle, de nouveaux sujets, qui entrent dans le champ de l’organisation économique. Elle joue un rôle pionnier dans la diffusion en France, dès les années 1900, sous l’impulsion de Henry Le Chatelier et Charles de La Poix de Fréminville, des travaux de Taylor sur l’organisation scientifique du travail dans l’entreprise; elle s’efforce de les vulgariser en France par des conférences, dès 1913, en relation avec les premiers essais chez Renault, puis par une campagne en direction des entreprises qui participent entre 1914 et 1918 à l’effort de guerre, et enfin, à la fin des années Vingt, en accueillant dans ses locaux le comité d’organisation rationnelle d’André Michelin, l’un de ses dirigeants de l’époque.

### La société à l'épreuve
La société participe à l'effort indispensable d'organisation qu'une guerre longue et totale entraîne : elle encourage, par exemple les entreprises à fabriquer des produits qui étaient importés d’Allemagne avant 1914 ; en organisant en particulier des expositions dans son hôtel ; elle fournit des nombreux experts aux différentes commissions chargées d'organiser la production de guerre.
Elle participe activement aux commissions gouvernementales chargées de préparer, pendant le conflit, la réorganisation de l'économie française après le retour à la paix, et, après la victoire, elle s'investit dans l’effort de relèvement, en particulier en organisant dans ses locaux un retour aux études d’ingénieur pour les démobilisés en 1918. Parallèlement, elle fournit encore des experts et organise des débats sur la réorganisation économique du monde, sous l'égide de la Société des Nations et des organisations que cette dernière met en place.
Dans les années 1920, la société, que l'on peut considérer à son apogée, par le nombre et le rayonnement de ses adhérents, soutient l'effort de modernisation de l'industrie française, en partie lié à sa reconstruction - en particulier le développement de la chimie de synthèse à partir des technologies allemandes confisquées.
Dans ce contexte, les liens étroits qui existaient déjà avant 1914 entre la société et les grands organismes patronaux comme le comité des forges, qui subventionne déjà une partie de ses programmes de recherches et de publication, se renforcent ; on rencontre alors parmi ses dirigeants de nombreuses personnalités de la CGPF, comme Ernest Mercier ou René Duchemin, et elle prend en face certains problèmes du pays dans les années 1930, politique sociale, politique douanière, politique coloniale, avec des positions calquées sur celles du patronat.
Pendant l'Occupation, la Société s’efforce de maintenir une activité de promotion de la culture scientifique et technique, essentiellement par le biais de conférences, mais aussi par des remises de prix et de médailles.

## L'implication dans la seconde reconstruction et dans la modernisation du pays après 1945
La Société se réorganise après la Libération, sous la présidence de Louis Pineau : ce n'est qu'à partir de 1947 qu'elle peut faire reparaître son bulletin, disparu à la fin de 1943, et relancer ses principales activités.
Même si les moyens mis en œuvre ne peuvent plus être ceux du début du XXe siècle, la société s'implique, dans le contexte de la reconstruction et du développement de l’économie française après la Seconde Guerre mondiale, dans la valorisation des techniques nouvelles, comme dans la réflexion sur les nouvelles formes d'organisation économique.
La création en 1947 d’un comité de physique où figurent des personnalités scientifiques, comme Édouard Belin ou Maurice Ponte, souligne l’intérêt pour les applications de la physique aux télécommunications et dans le domaine des ondes en général, dans la cybernétique et l’électronique, dans le domaine nucléaire enfin.
Parallèlement, les cycles de conférences qu’elle organise ont permettent de mettre en exergue les filières industrielles qui émergent ou prennent un élan nouveau durant les Trente Glorieuses ; la qualité des intervenants, Frédéric Joliot-Curie pour l’énergie nucléaire, Louis Armand pour les transports, Pierre Aigrain pour les semi-conducteurs, ou encore René Barthélemy pour la télévision, Pierre Satre, le père de la Caravelle, pour les avions à réaction civils, pour n’en prendre que quelques-uns, montre la qualité de l’information dispensée ; le choix des questions traitées à une date donnée, par exemple la présentation du programme spatial français en 1967, au moment de l’installation de la base de Kourou, les réacteurs à neutrons rapides en 1974, au moment de l’adoption du programme d’équipement nucléaire français, les lasers et la géodésie spatiale en 1976, montre la volonté de suivre l’actualité des filières présentées.
En 2017, la société rejoint le Mouvement européen.

## Les présidents

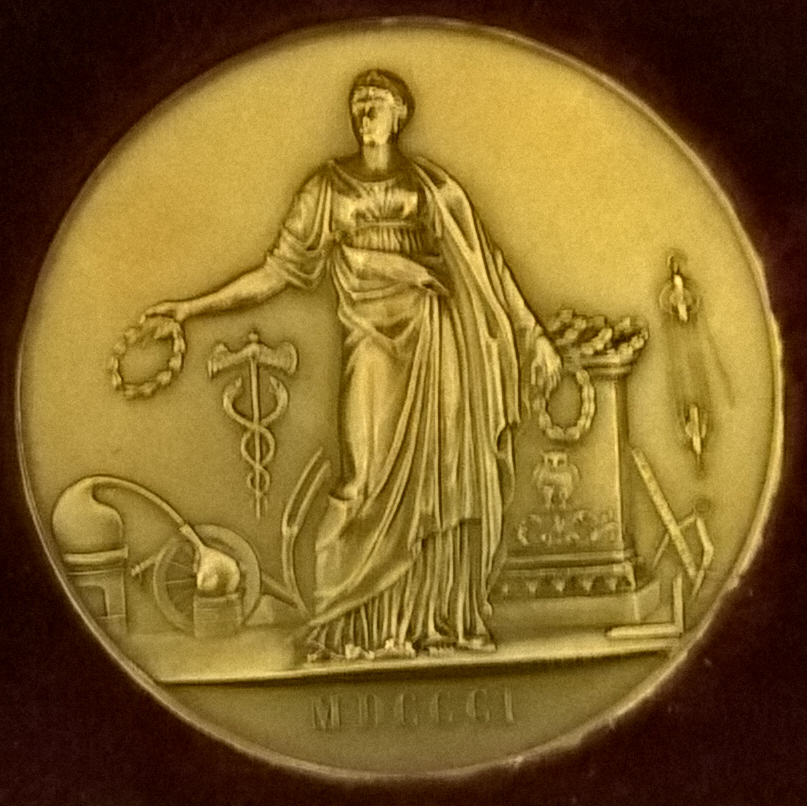
Médaille de la « Société d'encouragement pour l'industrie nationale »

1. Jean-Antoine Chaptal (1801-1832), chimiste, industriel
2. Louis Jacques Thénard (1832-1845), chimiste
3. Jean-Baptiste Dumas (1845-64), chimiste
4. Alexandre Edmond Becquerel (1864-1888), physicien, météorologue
5. Julien Haton de La Goupillière (1888-1891), mines
6. Louis-Eugéne Tisserand (1891-1894), agronome
7. Éleuthère Mascart (1894-1897), physicien, météorologue
8. Adolphe Carnot (1897-1900), mines, chimiste
9. Oscar Linder (1901-1903), mines
10. Henry Le Chatelier, (1903-1905), mines
11. Edmond Huet (1906-1907), ponts et chaussées
12. Édouard Gruner (1907-1909), ingénieur
13. Émile Bertin (1907-1912), génie maritime
14. Léon Lindet (1913-1920), agronome
15. Louis Baclé (1920-1923), ingénieur
16. Augustin Mesnager (1923-1926), ponts et chaussées
17. Édouard Sauvage (1926-1929), mines
18. Louis Mangin (1930-1932), botaniste
19. Amédée Alby (1932-1935), ponts et chaussées
20. Maurice Lacoin (1935-1938), chemins de fer
21. Henri-Marcel Magne (1938-1944), architecte
22. Robert Lelong (1944-1945), génie maritime
23. Louis Pineau (1945-1950), service des carburants
24. Albert Caquot (1951-1954), ponts et chaussées
25. Georges Darrieus (1954-1957), ingénieur électromécanicien
26. Georges Chaudron (1957-1961), chimiste
27. Jean Lecomte (1961-1968), physicien
28. Jacques Tréfouël (1968-1973), chimiste
29. Henri Normant (1973-1978), chimiste
30. Jean Buré (1978-1986), agronome
31. Jean Robieux (1986-1991), physicien
32. Paul Lacombe (1991-1994), chimiste
33. Bernard Mousson (1994-2007), économiste
34. Olivier Mousson depuis 2007, économiste

## Les publications de la Société
Dès germinal de l'an X (avril 1802), un des dirigeants, le Genevois Pyramus de Candolle, également membre de l'active société des Arts de sa ville natale, « fait sentir combien il était essentiel d'associer les sociétaires des départements aux jouissances et aux avantages déjà assurés à ceux de Paris; il fait observer que ce moyen consiste dans la distribution d'un bulletin sur les objets les plus intéressants sur les arts ».
La parution de ce bulletin débute en vendémiaire (septembre/octobre 1802). Il comporte des rapports sur les procédés examinés par la Société, des notes et des traductions de périodiques étrangers, notamment anglais, assurées par le rédacteur, qui sera, pendant de longues années, Daclin ; les articles les plus importants sont accompagnés de planches confectionnées par un graveur du Conservatoire, Leblanc. Il est tout d'abord édité en cahiers mensuels réservés aux sociétaires, et édité ensuite en volumes annuels qui seront vendus dans le commerce. Si le premier bulletin comporte près de 250 pages et 4 planches, la publication s'étoffe ensuite, en particulier durant la seconde moitié du XIXe siècle, pour atteindre près de 2 000 pages à la veille de la Première Guerre mondiale. Aux articles originaux, de plus en plus nombreux et complets, viennent s'ajouter des traductions de périodiques étrangers, mais aussi les comptes-rendus exhaustifs, à partir des années 1850, des séances du conseil, conçues comme le principal lieu d'examen et de débat des innovations, ainsi que des comptes rendus d'ouvrages et même de véritables bibliographies de périodiques et d'ouvrages reçus par la Société qui finissent par former, à la veille de la Première Guerre mondiale, des volumes en tiré à part; l'exemple le plus notoire est celui de la publication des périodiques par l'ingénieur Gustave Richard de 1900 à 1912.
La rédaction du bulletin s'étoffe parallèlement et est confiée, à partir du milieu du XIXe siècle, à une équipe de rédacteurs professionnels, disposant de locaux dans l'hôtel de la Société. Les techniques d'impression et de reproduction les plus modernes de leur temps sont mises en œuvre pour cette publication : la lithographie à partir de la fin de la Restauration, des gravures sur bois dans le texte à partir du Second Empire, les premières photographies, sous le Second Empire.
En supplément du bulletin, des fascicules spéciaux sont également distribués aux sociétaires, par exemple les programmes de prix, ainsi que les listes de membres, mais de manière irrégulière dans ce dernier cas, semble-t-il. À la fin des années 1870, sont également édités des comptes rendus en petit formats des séances du conseil d'administration. Après 1877, enfin, la société diffuse un annuaire de ses dirigeants et de ses membres, jusqu'en 1933.
On trouve également des tirés à part, diffusés aux frais de la société, de communications devant le conseil, d'études effectuées dans le cadre de concours - par exemple les monographies agricoles à la fin du XIXe siècle -, ou encore de travaux financés par la société, comme ceux de Marie Curie sur les propriétés magnétiques des aciers. À partir de la fin du XIXe siècle, un certain nombre de publications annexes sont également diffusées par la société : par exemple la revue de mécanique, éditée par le comité des arts mécaniques de la société, à partir de 1893, et publiée sous la direction de Gustave Richard, est considérée comme un supplément du bulletin. Il en va de même pour la revue de métallurgie, éditée par le comité de chimie, à l'initiative d'Henry le Chatelier, tandis qu'une revue de culture mécanique éditée sous la direction de Max Ringelmann, membre du comité des arts mécaniques, regroupe, à partir de 1912, des articles déjà publiés sur ce thème dans le bulletin. Les premières publications citées acquièrent leur autonomie durant les années 1900.
La collection complète du Bulletin de la Société d'Encouragement pour l'Industrie Nationale, formée de 166 volumes, et qui est d'un intérêt, non seulement pour suivre l'activité de la société, mais aussi pour l'histoire des sciences appliquées et des techniques en France, est numérisé et consultable en ligne sur le site du Conservatoire numérique des Arts et Métiers (Cnum).
Elle est également consultable en salle de travail de la commission d'histoire de la SEIN ainsi que dans de nombreuses bibliothèques publiques tant parisiennes que départementales : à côté des sociétaires individuels, de nombreux ministères, à commencer par celui de l'Intérieur, avaient en effet souscrit à la Société, y compris pour le compte des préfets ; ces bulletins étaient distribués dans les bibliothèques, ce qui en facilitait la consultation publique.
Les tirés à part, les annuaires et les publications annexes ne sont, eux, disponibles qu'en version papier, et sont conservés de façon discontinue et aléatoire dans les bibliothèques parisiennes, y compris à la bibliothèque de la société et à la BNF.
- Bulletin de la Société d'encouragement pour l'industrie nationale, entre 1802 et 1943 sur le site du Cnam (lire en ligne).

## Organisation et objectifs

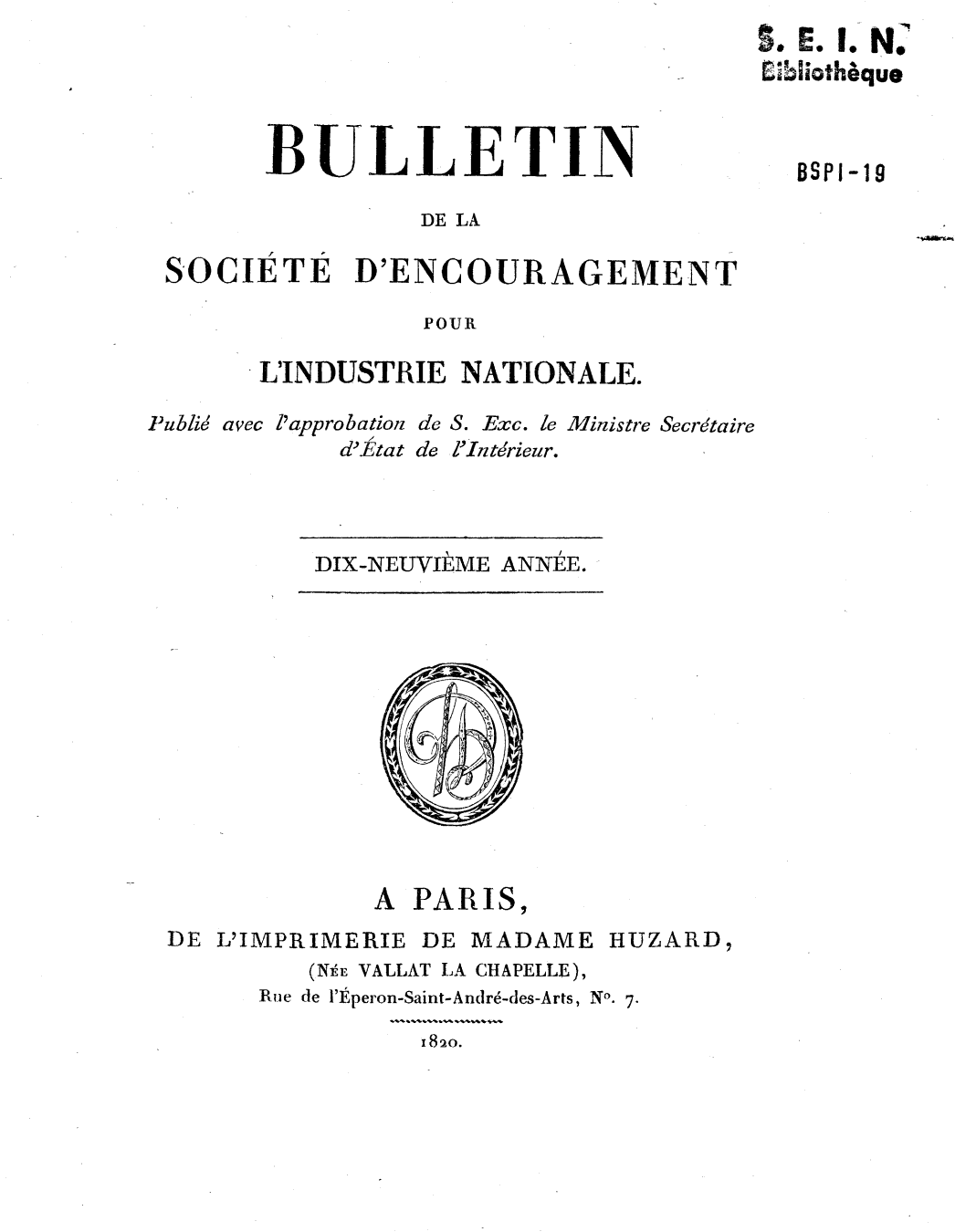
Bulletin de la S.E.I.N. publié en 1820 (19e année)

Sa structure statutaire est complexe, garantissant son indépendance et sa stabilité. Elle comprend un bureau, élu par l'assemblée générale des sociétaires, un conseil d'administration composé de membres désignés par les comités statutaires, qui applique la politique générale fixée par l'assemblée générale. Une commission indépendante veille sur le bon usage des fonds. Il existe par ailleurs des commissions, dont celle d'histoire, qui est pérenne et préserve 208 ans d'archives de la vie industrielle française.
Les comités statutaires sont au nombre de huit : les comités des arts mécaniques, des arts chimiques, de l'agriculture, du commerce et transport, des arts économiques, des constructions et beaux arts appliqués, des arts physiques, des arts de la communication et de la formation. Les cinq premiers existent depuis la création de la société et n'ont jamais cessé de fonctionner depuis. Composés de six membres au moins et seize au plus, les comités sont des lieux de réflexion et d'évaluation sur l'état scientifique, technologique et social de leur domaine. Ils soumettent leurs avis au conseil d'administration, lui signalent les retards, faiblesses ou déficits, et lui proposent des solutions à mettre en œuvre (concours doté de prix, campagne d'incitation, création de structure porteuse d'un service). Ils lui désignent également, pour la gratification d'encouragements, de soutiens ou de distinctions motivées, des personnes de mérite, à l'exclusion des sociétaires qui ne peuvent en être les bénéficiaires.
La société a son siège au 4, place Saint-Germain-des-Prés à Paris, dans le 6e arrondissement.

## Les distinctions de la SEIN
La société décerne chaque année des distinctions à des personnalités du monde de l'industrie :
- Les prix Chaptal, consacrent depuis 1999, les responsables des grandes réussites industrielles, des avancées technologiques majeures, ainsi que de grands serviteurs des branches économiques ou industrielles.
- Les prix Montgolfier, sont destinés depuis 2014 à attirer l’attention du public sur des entrepreneurs et des inventeurs, du monde économique, industriel et commercial.
- Le prix Dermagne valorise depuis 2018 la contribution d’organismes non lucratifs, porteurs de l’image d’une France innovante.
- Un prix de la photo industrielle « Un Autre Regard sur l’Industrie » est destiné depuis 2019 aux étudiants pour les inviter "à faire preuve d’audace et de créativité en investissant librement les lieux phares de l’Industrie, de l’excellence technologique ou du savoir-faire français".